# 国立伊東温泉病院
国立伊東温泉病院(こくりついとうおんせんびょういん)は、2001年（平成13年）2月28日まで静岡県伊東市に存在していた日本の国立病院。現在は国立東静病院(現・国立病院機構静岡医療センター)と統合し2001年（平成13年）3月1日に跡地を伊東市に移譲し市立伊東市民病院が開院。

## 沿革
- 1939年（昭和14年）

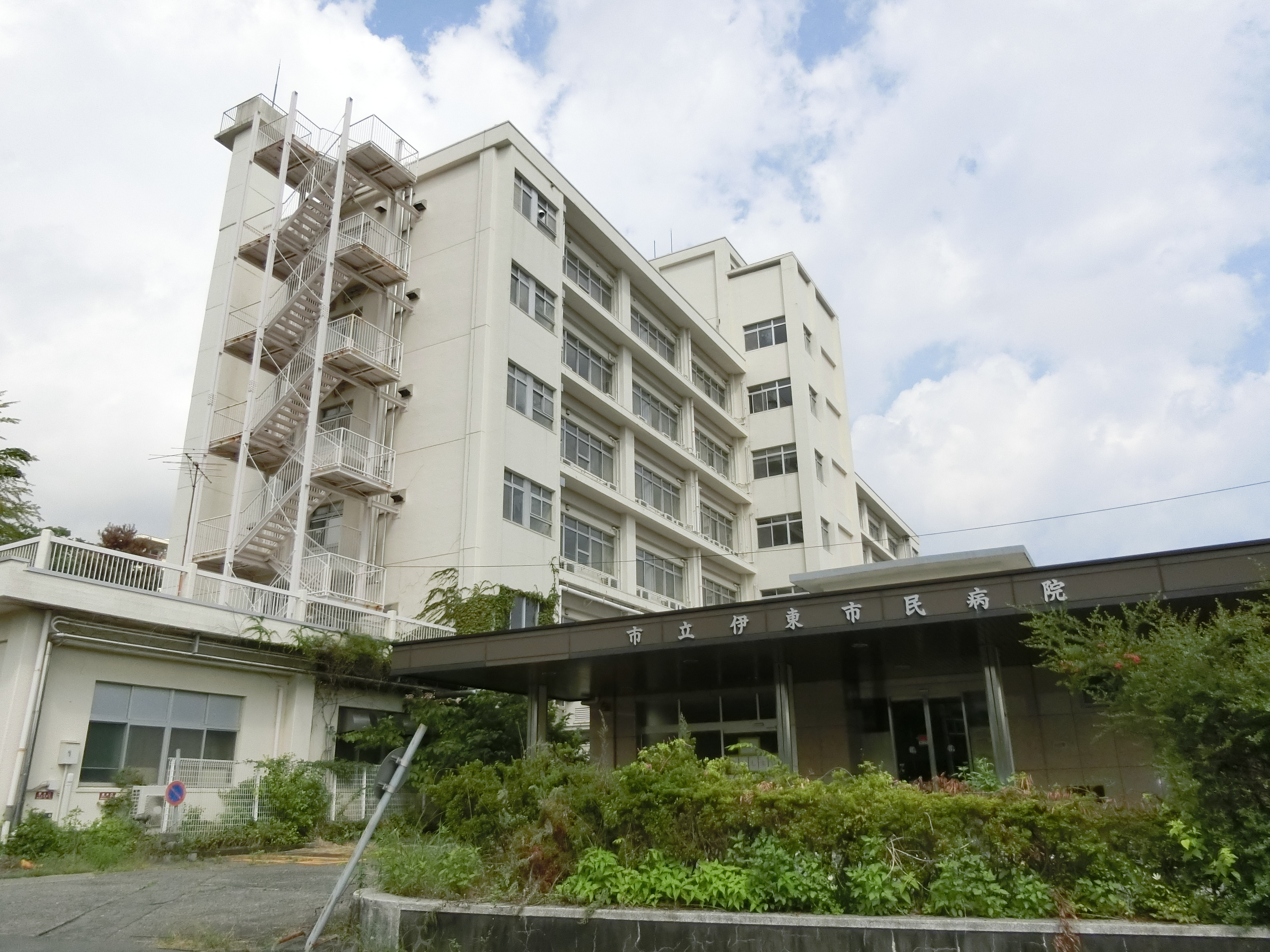
国立伊東温泉病院時代から2013年（平成25年）2月28日まで市立伊東市民病院まで使用された建物

  - 12月2日 - 傷痍軍人伊東温泉療養所として設立[1]。
- 1945年（昭和20年）
  - 12月1日 - 厚生省に移管、国立伊東温泉療養所となる[1]。
- 1950年（昭和25年）
  - 4月1日 - 療養所から病院に転換、国立伊東温泉病院となる[1]。
- 1961年（昭和36年） 
  - X線棟完成。
- 1967年（昭和42年）
  - 病棟、サービス棟完成。
- 1969年（昭和44年）
  - 9月 - 外来診療棟完成。
- 1981年（昭和56年）
  - 外来診療棟増築｡
    - X線棟、病棟・サービス棟、外来診療棟の建物は増築工事を行っており、2013年（平成25年）2月28日まで市立伊東市民病院が使用していた。
- 2000年（平成12年）
  - 7月 - 現在の市立伊東市民病院の開院に向けて、改修工事を開始する。
- 2001年（平成13年）
  - 3月1日 - 国立東静病院と統合。跡地を伊東市に移譲し、市立伊東市民病院が開院する。

## 診療科
- 内科
- 外科
- 整形外科
- 産婦人科
- リハビリテーション科
- 放射線科
  - 2000年（平成12年）12月1日現在、6診療科である｡

## 看護学校
- 1974年（昭和49年）
  - 4月 - 国立伊東温泉病院附属高等看護学院として開校。2年課程。
- 1976年（昭和51年）
  - 4月 - 国立伊東温泉病院附属看護学校に名称を変更。
- 1982年（昭和57年）
  - 3年課程開始。2年課程廃止。
- 2001年（平成13年）
  - 3月 - 廃校。

## 関連頂目
- 地域医療振興協会
- 医療機関